# 布鲁斯·哈伦
布鲁斯·哈伦（英語：Bruce Harlan，1926年1月2日—1959年6月22日），美国男子跳水运动员。他曾代表美国参加1948年夏季奥林匹克运动会跳水比赛，获得男子3米跳板金牌。他于1944年加入美国海军。